# Intempo
INTEMPO (celý název Edificio INTEMPO Benidorm) je mrakodrap v španělském městě Benidorm. S výškou 189 m je nejen nejvyšší budovou města, ale i nejvyšší budovou Španělska mimo hlavního města Madridu. Je také i pátou nejvyšší budovou země (po mrakodrapech v CTBA). Budova byla postavena v letech 2007–2014 podle plánů architektonické společnosti Pérez-Guerra Arquitectos & amp; Ingenieros. V mrakodrapu se nachází 47 nadzemních a 3 podzemní patra. Budova není přístupná.